# Rosso relativo
Rosso Relativo este albumul de debut al cântărețului italian Tiziano Ferro.

## Piese de pe album
1. Le cose che non dici 3:56
2. Rosso relativo 4:00
3. Xdono 3:59
4. Imbranato 5:01
5. Di più 3:55
6. Mai nata 3:49
7. Primavera non è + 3:03
8. Il confine 4:10
9. Boom boom 4:17
10. L'olimpiade 3:40
11. Soul-dier 4:32
12. Il bimbo dentro 4:35